# Bedford (Teksas)
Bedford je grad u američkoj saveznoj državi Teksas. Prema popisu stanovništva iz 2010. u njemu je živjelo 46.979 stanovnika.